# ヤング・ストリート

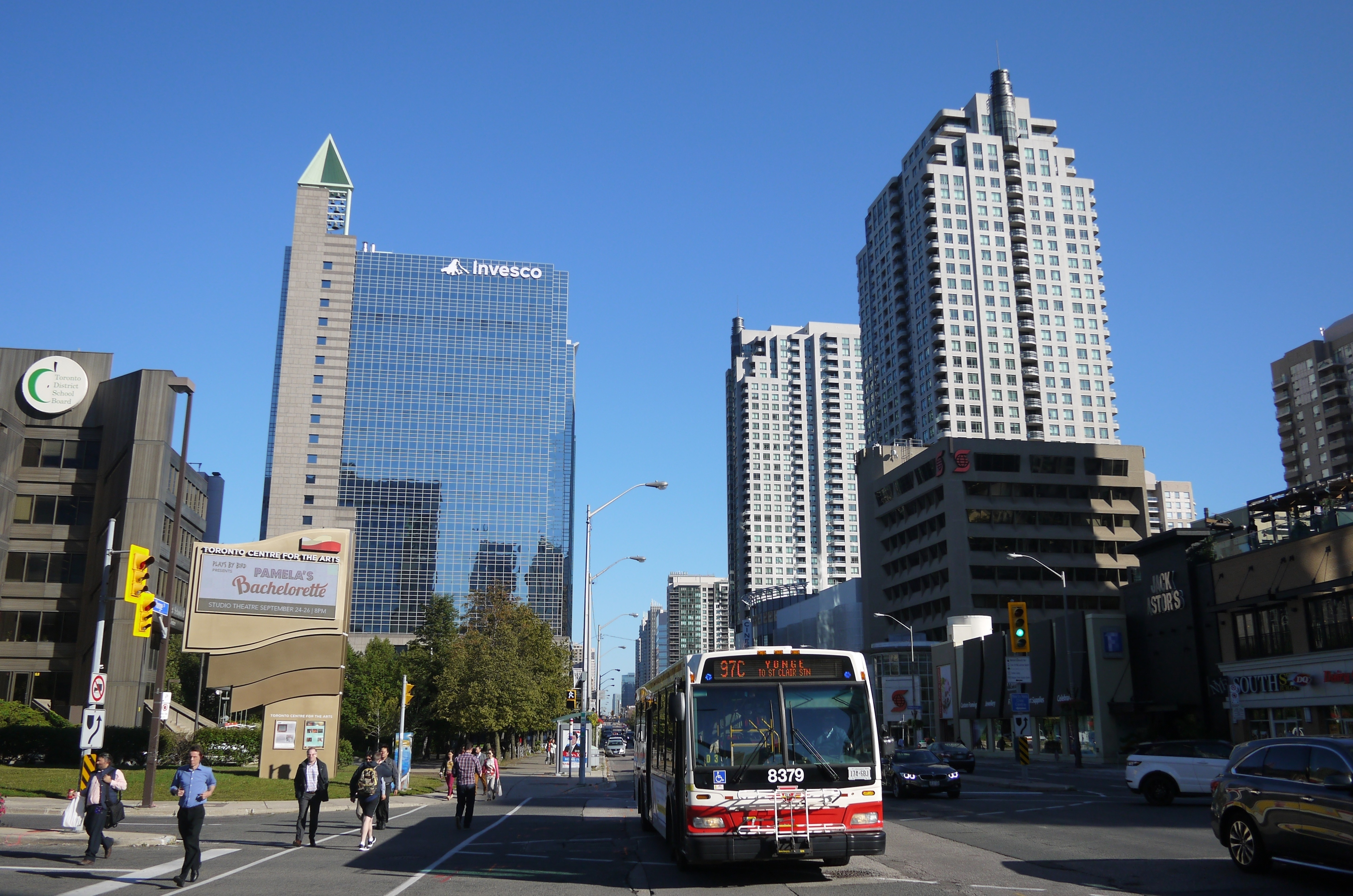
ヤング・ストリート（ノース・ヨーク・センター付近）

ヤング・ストリート（英語表記：Yonge Street）は、カナダのトロントにある主要道路。オンタリオ湖とシムコー湖を南北に結ぶ。全長86キロメートル。
ヤング・ストリートとオンタリオ州道11号線が混同されていたために全長1896キロメートルの世界一長いストリートとしてギネス世界記録に登録されていたが、1999年に修正され、ギネス世界記録からも削除された。

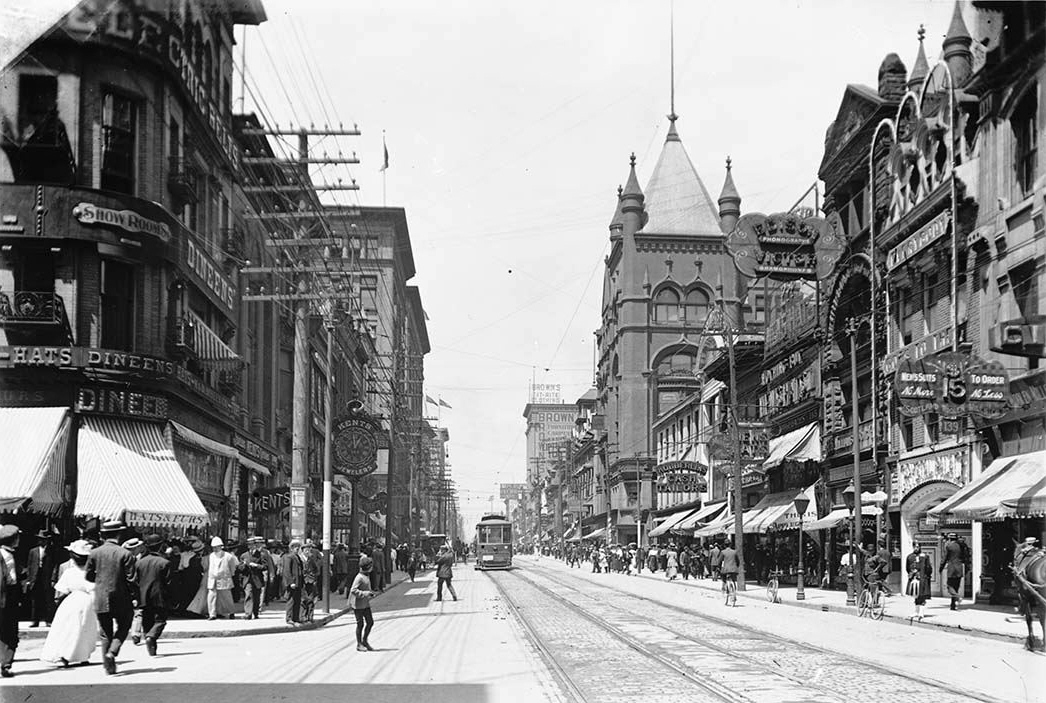
テンペランス・ストリートから北側を臨む（1903年）

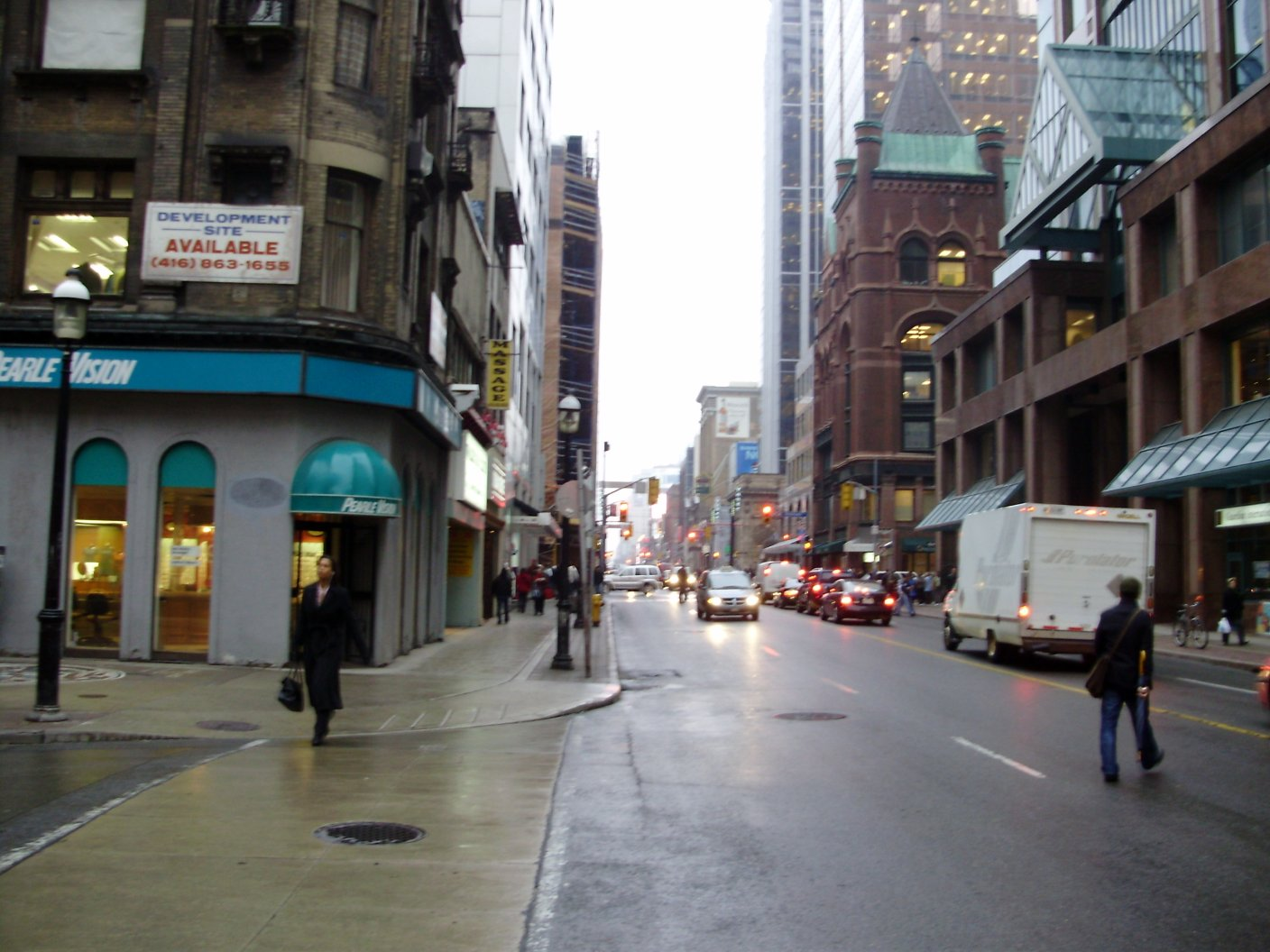
テンペランス・ストリートから北側を臨む（2008年）

名前の起源は、当時のイギリス軍事長官ジョージ・ヤングに由来する。当初の目的は、第一次対仏大同盟での英領北アメリカ侵攻のために、アッパーカナダ初代副総督ジョン・グレイブス・シムコーによって作られた軍事用道路であった。
トロント市街地ではヤング・ストリートは繁華街の中心に位置し、イートン・センター、ダンダス・スクウェア、ホッケーの殿堂、トロント・スター紙のOne Yonge Streetビルなどがある。